# Christian Gottlieb Berger (Geistlicher)
Christian Gottlieb Berger (* 20. Dezember 1764 in Geithain; † 24. Februar 1829 in Eisleben) war ein deutscher evangelischer Geistlicher.

## Leben
Christian Gottlieb Berger wurde als Sohn des Kaufmanns Johann Berger in Geithain geboren.
Im Alter von 15 Jahren kam Christian Gottlieb Berger 1779 an die Fürstenschule Grimma, die er bis 1785 besuchte, anschließend ging er zur Universität Leipzig und ließ sich dort zum praktischen Theologen ausbilden. In dieser Zeit erhielt er beim Superintendenten Johann Georg Rosenmüller eine Anstellung als Hauslehrer für dessen Söhne. Im Februar 1794 bekam er in Leipzig die Magisterwürde und wurde 1796 Pastor in Trachenau bei Borna; 1805 kam er als Pastor nach Wippra bei Eisleben und 1809 wurde er Archidiakon in der Kirche St. Andreas in Eisleben, 1810 wurde er dort Superintendent, dieses Amt übte er bis zu seinem Tod aus.
Zu einem nicht mehr feststellbaren Zeitpunkt promovierte er zum Dr. phil.
Er verfasste einige botanische Schriften und veröffentlichte diese.
Er war verheiratet mit Johanna Regina, geb. Jordan, aus Leipzig. Gemeinsam hatten sie acht Kinder, von denen zwei Söhne und zwei Töchter namentlich bekannt sind:
- Christian Ferdinand Berger (* 20. Dezember 1799 in Trachenau; † unbekannt);

- Johanna Auguste Berger (* 31. Januar 1806 in Wippra; † unbekannt);

- Juliane Anna Berger (* 19. Dezember 1807 in Wippra; † unbekannt);

- Hermann Berger (* 4. Juli 1808 in Eisleben; † 1. Juli 1860 ), Pastor in Gehren[4].

## Schriften (Auswahl)
- Ueber die gegenwärtige wichtigen Streitigkeiten der Theologen: von der Dreyeinigkeit – eine Abhandlung für Gelehrte und Ungelehrte. Berlin Hesse 1785.
- Christlichen Unterricht von der Religion als dem einzigen Mittel zur Seligkeit. Berlin 1786.
- Das System der Ewigkeit zur Erkenntniss Gottes. Berlin, 1787.
- Religion der Vernunft: Sr. Königl. Maiestät von Preußen zugeeignet. Hesse Universitäts- und Landesbibliothek Sachsen-Anhalt 1787.
- Taschenbuch für Blumenfreunde oder kurze Charakteristik und Anweisung zur Cultur der vorzüglichsten in neudeutschen Gärten befindlichen Gewächse und Ziersträucher. Th. 2 Nebst einem Anhange. Leipzig 1802.
- Ausführliche Anweisung zur richtigen Aussprache der lateinischen Pflanzennamen. Ein Anhang zum Taschenbuch für Blumenfreunde. Leipzig Gräff 1804.
- Taschenbuch für Blumenfreunde zur Beförderung der Pflanzenkultur. 2. verb. u. stark verm. Aufl. Leipzig : Gräff, 1804–1805.
- de Georges Louis Marie DumontCourset, Baron; Berger, Christian Gottlieb: Die botanische Pflanzkunst. Leipzig, H. Gräff, 1805.
- Ideal eines Pracht-Gartens im Kleinen: ein Beitrag zur ästhetischen Pflanzkunst. Posen: Johann Friedrich Kühn, 1810.
- Predigt am dritten Reformations-Jubelfeste, den 31. October 1817. Gehalten Auf Dr. Martin Luthers Kanzel in der Kirche zu St. Andreae in Eisleben, nebst der Rede, welche am Säculartage in Dr. Martin Luthers Geburtshause daselbst gehalten worden ist; Angehängt sind die Schlußworte, gesprochen sogleich nach der Rede von dem Herrn Regierungs- und Schulrath Weiß. Eisleben Verdion 1817.
- Kurze Beschreibung der Merkwürdigkeiten die sich in Eisleben, und in Luthers Hause daselbst besonders, auf die Reformation und auf D. Martin Luther beziehen. Merseburg, Franz Kobitzsch, 1827.